# Hugo (ur. 1997)
Hugo Ferreira de Farias (ur. 29 sierpnia 1997 w Arapirace) – brazylijski piłkarz występujący na pozycji lewego obrońcy, od 2024 roku zawodnik Corinthians.